# 孙江
孙江（1963年10月—），南京大学教授，研究方向为中国近现代社会史、宗教学等，著有《十字架与龙》等书，任中华人民共和国教育部“长江学者”特聘教授。

## 生平
曾先后就读于南京大学历史系、东京大学。后在南京大学任教。